# چارنووو ویلکیه
چارنووو ویلکیه (به لهستانی:  Czarnowo Wielkie) یک روستا در لهستان است که در گمینا گووداپ واقع شده‌است.